# Niszczyciele typu Mitscher

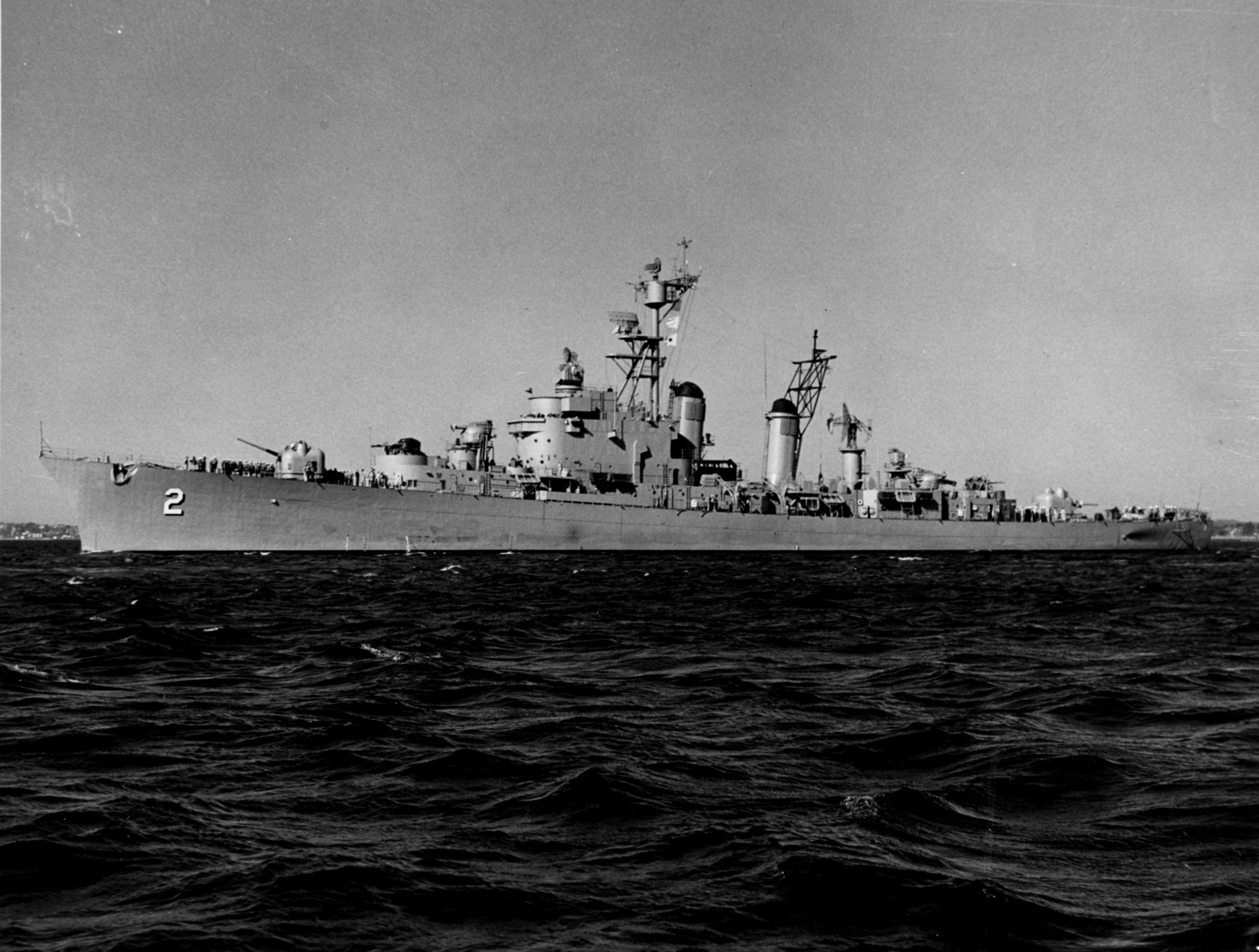
USS „Mitscher” (DL-2) z pierwotnymi stanowiskami dział 76 mm

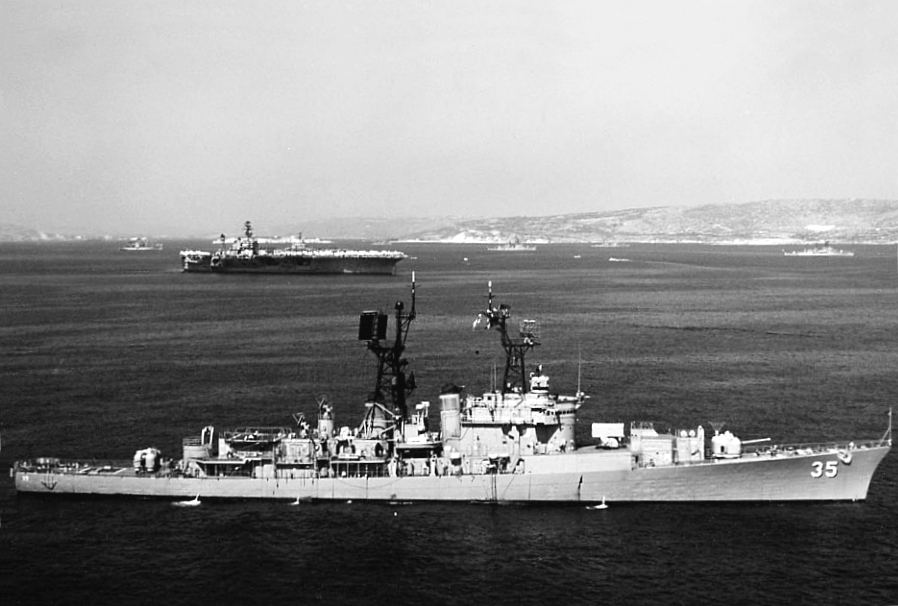
USS „Mitscher” (DDG-35) po przebudowie na niszczyciel rakietowy

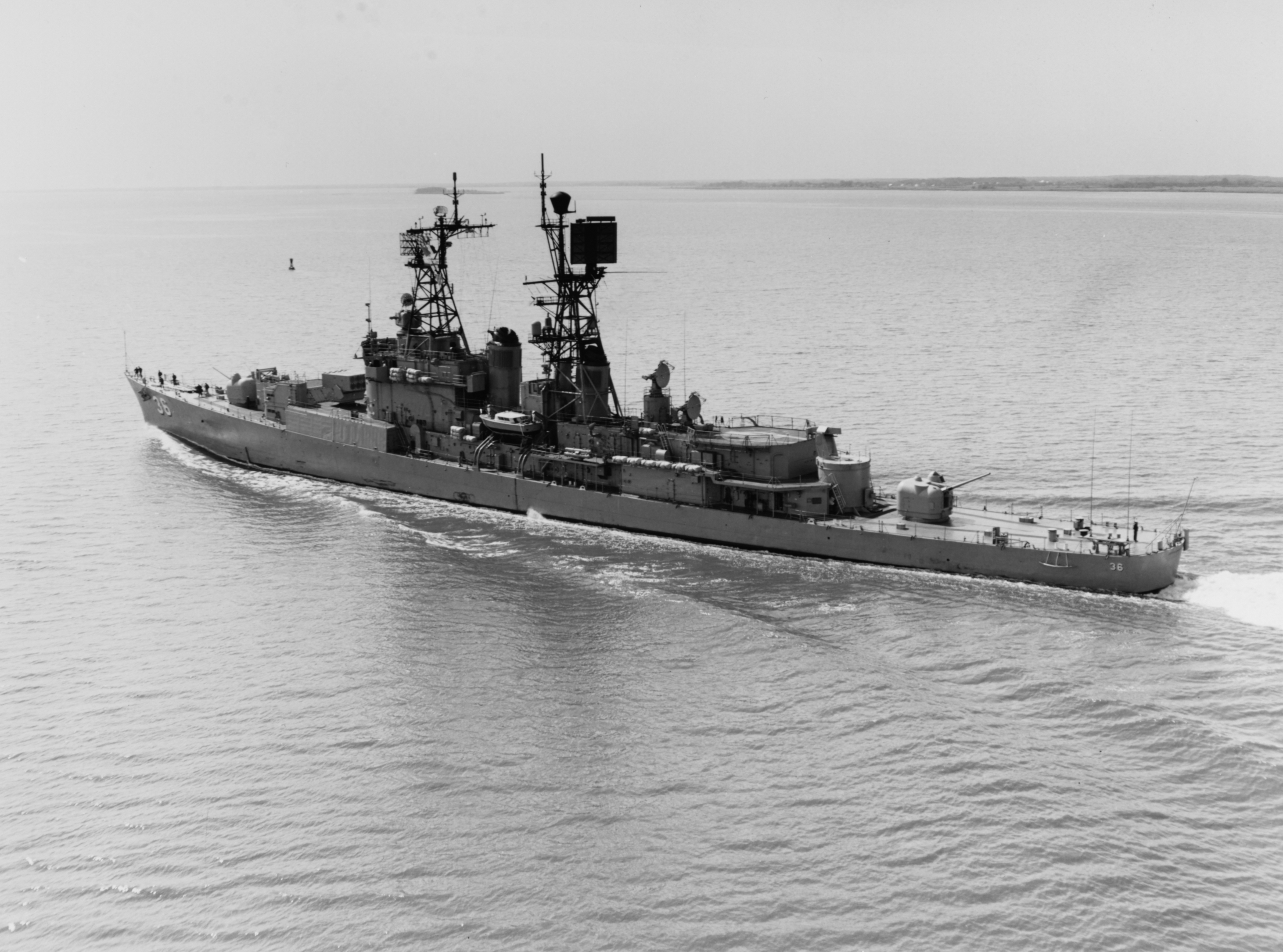
USS „John S. McCain” (DDG-36) po przebudowie na niszczyciel rakietowy

Niszczyciele typu Mitscher – typ amerykańskich niszczycieli z okresu powojennego, początkowo klasyfikowanych jako lidery lub wielkie fregaty. Składał się z czterech jednostek, z których dwie później przebudowane na niszczyciele rakietowe. Pozostawały w służbie od 1953 do 1978 roku.

## Historia
Okręty typu Mitscher były przedstawicielami koncepcji wielkich niszczycieli, jaka powstała w USA pod koniec II wojny światowej. Pierwszym okrętem tego rodzaju był pojedynczy USS „Norfolk” (DL-1), służący głównie do walki z perspektywicznymi okrętami podwodnymi. W 1948 roku opracowano projekt i przeznaczono środki na budowę okrętów typu Mitscher. W odróżnieniu od „Norfolka”, podstawowym ich przeznaczeniem miała być eskorta szybkich grup lotniskowcowych, stąd położono nacisk na dużą prędkość, uzbrojenie przeciwlotnicze i możliwość naprowadzania na cele lotnictwa. Budowę trzech pierwszych jednostek rozpoczęto w 1949 roku, czwartej w 1950 roku, natomiast z budowy dalszych trzech planowanych zrezygnowano. Początkowo okręty klasyfikowane były jako niszczyciele (przewidywane numery burtowe od DD-927 do 930), lecz w 1951 roku, jeszcze przed wejściem ich do służby, wyodrębniono je jako nowa klasa fregat (ang. frigate), z numerami burtowymi z prefiksem DL od destroyer leader - dosłownie lider – przewodnik niszczycieli. W polskiej terminologii okręty tego rodzaju określano też jako wielkie fregaty. 
W toku projektowania rozważano zmianę uzbrojenia artyleryjskiego okrętów na same armaty uniwersalne kalibru 76 mm (jak w „Norfolk”), lecz na skutek interwencji admirała Nimitza zachowano nowe armaty bardziej skutecznego przeciwko celom nawodnym kalibru 127 mm. Okręty wodowano w 1952 roku.

## Opis i modernizacje
Okręty miały gładkopokładowy kadłub, płynnie wznoszący się w kierunku dziobu i z lekkim wzniosem rufy. Dziobnica była łukowato wygięta, a rufa pawężowa, lekko nachylona na zewnątrz. Na pokładzie dziobowym i rufowym umieszczone były pojedyncze wieże dział 127 mm, a między nimi był ciągły kompleks nadbudówek, w którym dominowała bryła pomostu. Na najniższym piętrze nadbudówek, za wieżami artylerii głównej, w superpozycji, umieszczone były pierwotnie podwójne stanowiska dział przeciwlotniczych 76 mm, a za nimi wyrzutnie rakietowych bomb głębinowych Weapon Alpha. Za dziobowym kompleksem uzbrojenia znajdowała się dość wysoka i prawie gładka po bokach bryła nadbudówki dziobowej z pomostem. Na dachu pomostu był dalocelownik, a za nim trójnożny maszt. Za bryłą pomostu, na śródokręciu były dwa dość wysokie, lekko pochylone kominy – na drugim z nich znajdowała się kratownicowa podstawa dla anten. Między drugim kominem a rufową grupą systemów uzbrojenia umieszczony był radar SPS-8A, na osobnym postumencie.
Główne uzbrojenie artyleryjskie, które okręty zachowały do końca służby, stanowiły dwa działa uniwersalne 127 mm Mk 42 w pojedynczych wieżach, o długości lufy 54 kalibry (L/54) i donośności poziomej 23,7 km, a pionowej 14,9 km. Masa wieży wynosiła 63-65 t. Uzbrojenie przeciwlotnicze stanowiły początkowo dwa podwójnie sprzężone odkryte stanowiska armat 76 mm Mk 22 o długości lufy L/50, wymienione następnie w 1957 roku na docelowe dwudziałowe wieże dział Mk 37 tego samego kalibru. Działa Mk 37 miały długość lufy 70 kalibrów i donośność poziomą 17,8 km, a pionową 13,5 km. Masa wieży wynosiła 57 t. Ponadto, okręty miały początkowo cztery stanowiska podwójnie sprzężonych działek 20 mm Mk 4 (długość lufy L/70, donośność pozioma 4,4 km i pionowa 3,05 km).
Głównym elementem z punktu widzenia przeznaczenia jednostek było uzbrojenie przeciwpodwodne. Najbardziej rzucającym się w oczy jego składnikiem były dwie jednolufowe wyrzutnie rakietowych bomb głębinowych Mk 108 (Weapon Alpha), w charakterystycznych wieżyczkach. Miały one kaliber 324 mm i wystrzeliwały bomby na odległość 700 m. Każda wyrzutnia była przeładowywana automatycznie z mieszczącego się pod nią magazynu na 22 bomby. Szybkostrzelność wynosiła do 12 strz./min. Okręty miały też początkowo cztery pojedyncze nieruchome wyrzutnie torped Mk 23 kalibru 533 mm przeciw okrętom podwodnym, zastąpione później na niszczycielach rakietowych przez standardowe dla amerykańskich okrętów wyrzutnie torped Mk 32 kalibru 324 mm, w dwóch trzyrurowych aparatach. Uzbrojenie uzupełniała klasyczna zrzutnia bomb głębinowych na rufie, szybko jednak usunięta jako mało skuteczna (z wyjątkiem USS „Wilkinson” (DL-5)).
Pod koniec lat 50. z okrętów zdemontowano rufowe działa 76 mm i wyrzutnię Weapon Alpha oraz podstawę radaru SPS-8A, montując w zamian hangar dla bezpilotowego śmigłowca DASH (radar umieszczono na dachu hangaru). Prototyp śmigłowca lądował po raz pierwszy na DL-2 1 lipca 1960 roku.
W latach 1966–1968 dwa okręty („Mitscher” i „John S. McCain”) przebudowano w stoczni Philadelphia Naval Shipyard na niszczyciele rakietowe. W rufowej części kompleksu nadbudówek, w miejsce hangaru, zainstalowano pojedynczą wyrzutnię Mk 13 pocisków przeciwlotniczych RIM-24 Tartar, z zapasem 40 pocisków. Z kolei przed przebudowanym pomostem, w miejsce wieży dział 76 mm i wyrzutni Weapon Alpha, ustawiono skrzynkową ośmioprowadnicową wyrzutnię Mk 16 rakietotorped ASROC, z zapasem 16 pocisków. W związku z nową klasyfikacją, zmieniono w 1968 roku numery okrętów z DL-2 i 3 na DDG-36 i 36.

## Służba
Okręty weszły do służby w latach 1953-1954. Były jednostkami nietypowymi dla marynarki USA i nie służyły długo. Przebudowa w postaci wyposażenia w śmigłowce bezzałogowe nie okazała się udana i pierwsze dwie jednostki DL-4 i 5 wycofano ze służby w 1969 roku, a skreślono z listy floty w 1972 i 1974 roku. Bardziej udana była przebudowa okrętów na niszczyciele rakietowe, jednakże zostały one wycofane w 1978 roku.
| Okręt                        | Stocznia        | Położenie stępki     | Wodowanie        | Wejście do służby    | Los                                             |
| ---------------------------- | --------------- | -------------------- | ---------------- | -------------------- | ----------------------------------------------- |
| Mitscher (DL-2/DDG-35)       | Bath Iron Works | 3 października 1949  | 26 stycznia 1952 | 15 maja 1953         | wycofany 1 czerwca 1978                         |
| John S. McCain (DL-3/DDG-36) | Bath Iron Works | 24 października 1949 | 12 lipca 1952    | 12 października 1953 | wycofany 29 kwietnia 1978                       |
| Willis A. Lee (DL-4)         | Bethlehem Steel | 1 listopada 1949     | 26 stycznia 1952 | 28 września 1954     | wycofany 1 lutego 1969, skreślony 15 maja 1972  |
| Wilkinson (DL-5)             | Bethlehem Steel | 1 lutego 1950        | 23 kwietnia 1952 | 29 lipca 1954        | wycofany 19 grudnia 1969, skreślony 1 maja 1974 |

## Dane

### Wyposażenie elektroniczne
- stacja radiolokacyjna dozoru powietrznego SPS-6, zamieniona później na SPS-29[7]
- stacja radiolokacyjna dozoru powietrznego SPS-8A (na DDG-35 i 36 zamieniona na SPS-48)[7]
- stacja radiolokacyjna dozoru ogólnego SPS-10 (na DL-4 i 5 początkowo SPS-4)[7]
- system kierowania ogniem artylerii Mk 67 z radarami Mk 25[7]
- system kierowania ogniem artylerii plot Mk 56 z radarami Mk 35 (usunięty na DDG-35 i 36)[7]
- stacja radiolokacyjna naprowadzania pocisków przeciwlotniczych SPG-51 (na DDG-35 i 36)[7]
- system kierowania ogniem ZOP Mk 102[7]
- sonar poszukiwawczy QHB[7]
- sonar ataku SQG-1[7]
- sonar SQS-26 (tylko DL-4 i 5)[7]

## Źródła
- Krzysztof Hanuszek, Amerykańskie lidery typu Mitscher, w: Okręty Wojenne nr 54 (4/2002).
- Robert Gardiner (red): Conway’s All the world’s fighting ships, 1947–1995. Maryland, 1996, ISBN 1-55750-132-7 s. 579-580 (ang.).